# IC 1289
IC 1289 — галактика типу S (спіральна галактика) у сузір'ї Ліра.
Цей об'єкт міститься в оригінальній редакції індексного каталогу.